# Alphonse Max
Alphonse Max (* 1929 in Sofia; † 26. Dezember 2024) war ein bulgarischer Schriftsteller flämisch-deutscher Abstammung und Generalkonsul in Montevideo.
In Sofia machte er 1947 sein Abitur und reiste 1949 in den Westen aus. In London wurde er 1954 Doktor der Philosophie und Staatswissenschaften und lebte seit 1955 als politischer Schriftsteller und Generalkonsul in Montevideo. Er war dort Direktor des Instituts für Internationale Studien.

## Schriften
Er war auch Autor im La Plata Ruf.
- Sombra sobre los Balcanes., Buenos Aires 1958 (spanisch)
- Tupamaros – A Pattern for Urban Guerilla Warfare in Latin America., Den Haag 1970. (englisch)
- Guerillas in Lateinamerika (deutsch), Zürich 1970; Guerillas in Latin America., Den Haag 1970. (englisch)
- Die Antarktis – eine geostrategische Studie., Tübingen 1980.
- Wettlauf um Lateinamerika – Geschichte, Gegenwart und Zukunft eines noch unbekannten Kontinents., Tübingen 1981.
- Diez Temas Contempordneos., Montevideo 1981. (spanisch)